# Micromia decens
Micromia decens là một loài bướm đêm trong họ Geometridae.